# 植田茂
植田 茂（うえだ しげる、1955年2月18日 - ）は、日本の経営者。高知銀行代表取締役専務を務めた。

## 経歴
高知県出身。1977年、長崎県立国際経済大学経済学部を卒業し、高知銀行（当時は高知相互銀行）に入行。大杉、朝倉の各支店長やコンプライアンス統括部長、人事部長を経て、2012年に取締役に就任。2014年に常務となり、2015年代表取締役（頭取の森下勝彦と2人代表制）に就任した。
2017年6月に退任した。